# Tatooine
Tatooine – fikcyjna, pustynna planeta występująca w sadze Gwiezdnych wojen.
W środkowej Tunezji istnieje obszar geograficzny i miasteczko o nazwie Tataouine. W tych właśnie okolicach kręcone były sceny pustynne z Nowej nadziei i stąd pochodzi nazwa pustynnej planety Tatooine.
Nazwą Tatooine przezwano też planetę pozasłoneczną HD 188753 A b. W przeciwieństwie do filmowej Tatooine, układ HD 188753 składa się jednak z trzech gwiazd. W 2011 roku odkryto planetę Kepler-16b, która tak jak Tatooine krąży wokół dwóch słońc.

## Położenie i charakterystyka
Tatooine znajduje się w tzw. Zewnętrznych Rubieżach Galaktyki. Krąży wokół układu dwóch gwiazd. Jej klimat jest w przeważającej części pustynny. Tatooine nie posiada zbyt wielkiej ilości bogactw mineralnych – występująca na niej ruda metalu okazuje się być naturalnie namagnetyzowana, co sprawia, że jej wydobycie i przetwarzanie staje się na dłuższą metę nieopłacalne.
Spośród najbardziej znanych miejsc na Tatooine wymienić należy miasto Mos Eisley ze znaną w całych Rubieżach kantyną, a także pałac Hutta Jabby.
Dzień na planecie trwa 23 standardowe godziny, rok trwa 304 lokalne dni.

## Mieszkańcy ifauna
Poza ludźmi, Tatooine zamieszkują dwie inteligentne rasy: mali Jawowie oraz dzicy Ludzie Pustyni zwani też Tuskenami. Żyją tu też Smoki Krayt, uznawane za jedne z najgroźniejszych gadów w Galaktyce, oraz szczury pustynne osiągające rozmiary około dwóch metrów.

## Miasta
Ludzie kilkakrotnie podejmowali próby kolonizacji Tatooine, czego efektem było powstanie kilku osad, które z czasem rozwijały się w małe miasteczka, lub też upadały. Pierwszą większą osadą na Tatooine za czasów Republiki było położone niedaleko Morza Wydm Anchorhead, w przeszłości regularnie napadane przez Tuskenów. W okolicy tej miejscowości powstała większość farm wilgoci. Nieco później po drugiej stronie Junlandii założono nieoficjalną stolicę, Bestine, a w następnych latach cztery kolejne miasta, pełniące głównie funkcję kosmoportów: Mos Espa, Mos Eisley, Mos Ethna i Mos Zabu. „Mos” znaczy w starodawnym języku „miasto”.

## Historia
Wiele lat przed powstaniem Republiki, Tatooine była częścią Bezkresnego Imperium Rakatan. To jego władcy przejęli kontrolę nad prymitywnymi Tuskenami i innymi inteligentnymi rasami. Kiedy ta potężna organizacja zaczęła upadać, planeta została zbombardowana, co zadecydowało o zniszczeniu wszystkich jezior i początku surowego, pustynnego klimatu. Opowieści o tamtych prastarych czasach w okresie Republiki znali i przekazywali następcom jedynie Gawędziarze niektórych plemion Ludzi Pustyni.
W okresie Republiki planeta była praktycznie rządzona przez gangsterów Huttów, potem zwróciła uwagę Korporacji Czerka, która rozpoczęła działalność wydobywczą, zakładając bazę w Anchorhead. Lokalny oddział Czerki szybko przerwał jednak działalność z powodu nieopłacalności wydobycia rudy. Po czterech tysiącleciach władzę przejęło tu Imperium, które do wydarzeń z Nowej nadziei nie posiadało tu jednak znaczących sił wojskowych, a także i potem – niewielkie.
Tatooine jest rodzinnym światem rodu Skywalkerów. To tutaj wychowywał się Anakin Skywalker, który po spotkaniu z Qui-Gon Jinnem został padawanem rycerza Jedi Obi-Wana Kenobiego, a potem rządził wspólnie z Palpatine'em Imperium. Tutaj także wychowywał się Luke Skywalker, przyszły Mistrz Jedi, który był chroniony przed ojcem. 